# Cycas hainanensis
Cycas hainanensis är en kärlväxtart som beskrevs av C.J. Chen. Cycas hainanensis ingår i släktet Cycas, och familjen Cycadaceae. IUCN kategoriserar arten globalt som starkt hotad. Inga underarter finns listade i Catalogue of Life.